# Quadrella angustifolia
Quadrella angustifolia är en kaprisväxtart som först beskrevs av Carl Sigismund Kunth, och fick sitt nu gällande namn av Hugh Hellmut Iltis och Cornejo. Quadrella angustifolia ingår i släktet Quadrella och familjen kaprisväxter. Inga underarter finns listade i Catalogue of Life.